# Andrew Hore
Andrew Keith Hore (Dunedin, 13 settembre 1978) è un ex rugbista a 15 neozelandese, già tallonatore degli Hurricanes e degli Highlanders in Super Rugby e campione del mondo 2011 con gli All Blacks.

## Biografia
Nato in una famiglia rurale di Ranfurly (Otago) con una forte vocazione sportiva (sua madre fu internazionale di hockey su prato e suo fratello Charlie, mediano d'apertura, militò anche in Italia nel Viadana), Andrew Hore rappresentò la Nuova Zelanda a livello internazionale in categoria Under-16, Under-18 e Under-21, e a vent'anni esordì nel campionato provinciale neozelandese nelle file della provincia di Otago, con cui tuttavia disputò solo dieci incontri in tre stagioni; contemporaneamente esordì anche in Super Rugby nella franchise dei Crusaders.
Nel 2001, vistosi chiuso nelle sue aspirazioni di giocare con maggiore continuità a Otago, si trasferì a Taranaki, afferente alla franchise degli Hurricanes di Wellington, con cui disputò dieci Super Rugby consecutivi.
A novembre del 2002 disputò anche il suo primo test match per gli All Blacks, una sconfitta 28-31 a Twickenham contro l'Inghilterra; pur non prendendo parte alla Coppa del Mondo di rugby 2003, dall'anno successivo divenne titolare fisso.
Nel 2005 finì coinvolto in un procedimento penale in quanto, insieme ad alcuni amici, sparò a un branco di otarie orsine della Nuova Zelanda, specie protetta in quel Paese, uccidendone una; la pena inflitta a ciascun componente del gruppo fu di 2 500 dollari per l'uccisione dell'animale; Hore devolvette volontariamente ulteriori 500 dollari a un fondo per la protezione animali e chiese la sospensione del porto d'armi per due anni in cambio del proscioglimento dall'accusa di uso illegale di arma da fuoco.
Prese parte con 4 incontri alla Coppa del Mondo di rugby 2007 dove la Nuova Zelanda giunse fino ai quarti di finale (eliminati dalla Francia e nel 2008 fu nominato miglior giocatore del Super 14 e, successivamente, migliore giocatore neozelandese dell'anno.
Fu in campo in tutti i sette incontri della vittoriosa Coppa del Mondo di rugby 2011, quando già, in maniera clamorosa e controversa, gli Hurricanes avevano deciso di non rinnovare il contratto a diversi giocatori, tra i quali lo stesso Hore.
Per la stagione 2012 fu offerto a Hore un contratto e la fascia di capitano degli Highlanders con i quali rimase due stagioni.

## Palmarès
- Coppe del mondo: 1
Nuova Zelanda: 2011